# Васильковка (приток Вятки)
Васи́льковка — река в России, протекает в Белохолуницком районе Кировской области. Устье реки находится в 862 км по левому берегу реки Вятка. Длина реки составляет 10 км.
Исток реки в урочище Буровцы в 3 км к северо-востоку от деревни Стариковцы (Прокопьевское сельское поселение) и в 18 км к северо-западу от города Белая Холуница. Река течёт на север. Перед устьем протекает километром восточнее крупного села Сырьяны (Всехсвятское сельское поселение), впадает в Вятку чуть выше него.

## Данные водного реестра
По данным государственного водного реестра России относится к Камскому бассейновому округу, водохозяйственный участок реки — Вятка от истока до города Киров, без реки Чепца, речной подбассейн реки — Вятка. Речной бассейн реки — Кама.
Код объекта в государственном водном реестре — 10010300212111100031532.